# Katia Lara Pineda
Katia Lara Pineda (Tegucigalpa, 6 de julio de 1967) es una directora y productora hondureña. Su trabajo se centra en el cine documental. Es cofundadora y gerente general de Terco Producciones.
Katia ha recibido numerosos premios por su trabajo. El cortometraje Berta Vive (2016) obtuvo 8 premios de reconocimiento internacional. Entre ellos una mención especial del jurado en la competencia de cortometrajes iberoamericanos del Festival Internacional de Cine de Guadalajara, siendo la primera ocasión que un trabajo hondureño obtuvo un reconocimiento en este festival.

## Biografía
Estudió Bachillerato en Artes Gráficas en la Escuela de Bellas Artes de Honduras y después se trasladó a México donde estudió Comunicación en la Escuela Nacional de Artes Plásticas de México (ENAP-UNAM). Durante sus años de estudio en México se vinculó con el Frente Farabundo Martí para Liberación Nacional (FMLN) integrándose al Colectivo de Radio y Televisión del Sistema Radio Venceremos desempeñándose como asistente de archivo y edición. Como parte de su trabajo creó producciones como Centroamérica un Volcán Desafiante (1985) y Tiempo de Victoria (1988). Paralelamente, se desempeñaba como editora de noticias para cadenas de noticias Notimex, Imevisión y CNN En Español, especialmente para los corresponsales de guerra en Centroamérica, Epigmenio Ibarra y Ronnie Lovler.
Luego de la firma de los Acuerdos de Paz en 1992 se trasladó a San Salvador trabajando en el área de la publicidad. Luego en 1998, decidió mudarse a Argentina a estudiar Dirección de Cine en la Escuela de Cinematografía Eliseo Subiela graduándose en el 2002. Un año más tarde, en 2003 regresó a Honduras donde cofundó Terco Producciones.

## Trayectoria
A lo largo de su carrera Katia ha continuado con su formación cinematográfica, siendo seleccionada para participar en talleres, fondos y festivales internacionales, entre ellos:
En 2007, su obra Si Dios fuera negro fue elegido en el Festival Internacional de Cine de Göteborg en la categoría en desarrollo y, ese mismo año fue parte del Taller Colón de análisis de proyectos cinematográficos de la Fundación TYPA. Ha sido parte del programa para el desarrollo del talento Berlinale Talent Campus. Asimismo, ha participado en BoiviaLab, Guadalajara Talent Campus, Cinemaissí, Caravana de cine árabe-iberoamericano de mujeres, Biarritz, Toulouse, Mar de Plata, DocsDF, Festival del Nuevo Cine Latinoamericano, FICiP, Amiens, y el Festival Internacional de Cine de Guadalajara.
Es miembro del Consejo Asesor de CINERGIA- Fondo de Fomento al Cine de Centroamérica y Cuba y de la Red de Documentalistas Latinoamericanos y del Caribe Siglo XXI-EnDocXXI.
Asimismo, ha recibido formación complementaria en cinematografía con los cineastas de larga trayectoria: Nelson Rodríguez, Lucrecia Martel, Lita Stantic, Emir Kusturica, Serge Rosenzweig y María Novaro.
Ha sido considerada entre los 29 directores latinoamericanos en el libro Road-book de Cine Latinoamericano del curador, crítico y profesor de cine Pedro Zurita. La obra de Katia ha sido recomendada por el crítico cinematográfico Jean-Christophe Berjon.

## Filmografía
| Año  | Título                                   | Notas            |                                                                 |
| ---- | ---------------------------------------- | ---------------- | --------------------------------------------------------------- |
| 2000 | De larga distancia                       | Cortometraje     | Directora, guionista, productora                                |
| 2001 | Juguito de naranja                       | Cortometraje     | Directora, guionista, productora                                |
| 2001 | Deseo                                    | Cortometraje     | Directora, guionista, productora                                |
| 2005 | Corazón abierto                          | Documental corto | Directora, guionista, productora, coeditora, jefa de producción |
| 2005 | Marisol                                  |                  | Técnica de iluminación                                          |
| 2008 | Antes del puente                         | Videoclip        | Productora                                                      |
| 2010 | Quién dijo miedo?...Honduras de un golpe | Documental       | Directora, guionista, productora, camarógrafa                   |
| 2014 | Entre Objetos                            | Documental       | Directora, productora, camarógrafa                              |
| 2015 | Margarita Murillo                        | Documental       | Directora, guionista                                            |
| 2016 | Berta Vive                               | Documental corto | Directora, guionista                                            |

## Participación en Festivales y reconocimientos
| Año  | Título                                  | Participación                                                                            | Reconocimiento                      |
| ---- | --------------------------------------- | ---------------------------------------------------------------------------------------- | ----------------------------------- |
| 2018 | Premio Sami Kafati                      | VII Festival Internacional de Cortometrajes El Heraldo                                   | Premio a la trayectoria (rechazado) |
| 2016 | Berta Vive                              | Festival de Cine Centroamericano de Viena (Austria)                                      | Mejor documental                    |
| 2017 | Berta Vive                              | Festival Internacional de Cine de Guadalajara (México)                                   | Mención especial del jurado         |
| 2017 | Berta Vive                              | ACAMPADOC-Festival Internacional de Cine Documental (Panamá)                             | Mejor Cortometraje Documental       |
| 2017 | Berta Vive                              | FESAALP-Festival Internacional de Cine Latinoamericano de La Plata (Argentina)           | Premio Mención Especial del Jurado  |
| 2017 | Berta Vive                              | Film Sozialak-Festival Internacional de Cine Invisible (España)                          |                                     |
| 2017 | Berta Vive                              | Cairo International Women Film Festival (Egipto)                                         |                                     |
| 2017 | Berta Vive                              | FicMayab´-Festival de Internacional de Cine y Video de los Pueblos Indígenas (Bolivia)   |                                     |
| 2017 | Berta Vive                              | FESTIMO-Festival Internacional de Cine de los Derechos Humanos (Bolivia)                 |                                     |
| 2017 | Berta Vive                              | Découvertes Documentaire CINÉLATINO XXIX Rencontres de Toulouse-Francia                  | Selección oficial                   |
| 2017 | Berta Vive                              | XI Muestra de cine Polo Sur, Latinoamericano                                             | Mención Honrosa del Jurado          |
| 2017 | Berta Vive                              | Festival de Cine de Suchitoto                                                            |                                     |
| 2018 | Berta Vive                              | 7ma Mostra Ecofalante de Cinema Ambiental                                                | Mención Honrosa del Jurado          |
| 2018 | Berta Vive                              | Eugene Environmental Film Festival                                                       | Best short                          |
| 2017 | Corazón Abierto                         | Homenaje a egresados Escuela Profesional de Cine y Artes Audiovisuales de Eliseo Subiela |                                     |
| 2010 | ¿Quién dijo miedo? Honduras de un golpe | Cinemaissi (Finlandia)                                                                   | Favorita del público                |
| 2010 | ¿Quién dijo miedo? Honduras de un golpe | Festival de Cine Latinoamericano de Biarritz                                             | Premio Abrazo                       |
| 2010 | ¿Quién dijo miedo? Honduras de un golpe | Festival Ícaro de Cine Centroamericano                                                   | Mención especial del jurado         |
| 2011 | ¿Quién dijo miedo? Honduras de un golpe | Festival Internacional del Cine Social de Concordia                                      | Mención especial                    |
| 2011 | ¿Quién dijo miedo? Honduras de un golpe | Découvertes Documentaire CINÉLATINO XXIII Rencontres de Toulouse-Francia                 |                                     |
|      | ¿Quién dijo miedo? Honduras de un golpe | Festival Internacional del Nuevo Cine Latinoamericano (Cuba)                             |                                     |
| 2011 | ¿Quién dijo miedo? Honduras de un golpe | Caravana de Cine Árabe - Iberoamericano de Mujeres (Egipto)                              |                                     |
| 2011 | ¿Quién dijo miedo? Honduras de un golpe | Festival de Cine Independiente de Mar del Plata (Argentina)                              |                                     |